# مینامی-کو، اوکایاما
می‌نامی-کو (ژاپنی: 南区، انگلیسی: Minami-ku) یکی از چهار منطقهٔ مسکونی در اوکایاما در ژاپن است که در  استان اوکایاما واقع شده‌است.
می‌نامی-کو ۱۲۷٫۳۶ کیلومتر مربع مساحت و ۱۶۵٬۱۹۳ نفر جمعیت دارد.